# Vitnästing
Vitnästing (Leucostoma persoonii) är en svampart som först beskrevs av Nitschke, och fick sitt nu gällande namn av Franz Xaver von Höhnel 1928. Leucostoma persoonii ingår i släktet Leucostoma och familjen Valsaceae.

## Underarter
Arten delas in i följande underarter:
- armeniacae
- avium
- cerasi
- insititiae
- mahaleb
- oeconomicae
- persicae

I den svenska databasen Dyntaxa används istället namnet Valsa leucostoma för samma taxon. Arten är reproducerande i Sverige.